# 消防博物館 (澳門)
消防博物館（葡萄牙語：Museu dos Bombeiros）是位於澳門連勝馬路2至6號消防局指揮大樓，於1999年12月11日開幕，為一所以陸上消防為題材的博物館。

## 歷史
澳門政府於1920年通過在連勝馬路興建一座的消防大樓；該建築物於1923年10月3日落成開啟用並進行揭幕儀式；消防大樓（Edifício dos Bombeiros）於1992年12月31日根據澳門第83/92/M法令被澳門政府列入「評定為具建築藝術價值之建築物名單（Relação de edifício de interesse arquitectónico classificados）」，消防局指揮大樓於1994年進行擴建工程
澳門消防局於1990年代開始籌設一座關於消防的博物館；1999年12月11日由消防局局長江世生等主持「消防博物館」開幕儀式。
消防博物館於2003年10月3日至31日舉辦「紀念消防局指揮大樓開幕八十週年圖片展覽活動」圖片展，紀念消防局指揮大樓開幕80周年以及澳門消防局成立120週年。

## 設施
消防局指揮大樓樓高兩層，由葡萄牙建築師安德拉德 (葡語：Carlos Rebelo de Andrade) 設計 ，陳焜培負責繪圖 ，為一座具有南歐建築風格的建築物；而消防博物館位於消防局指揮大樓的大堂，面積約350平方米，館藏七百多件展品，分佈於主展覽廳及內展覽廳兩個展區之內。
- 主展覽廳（Sala Principal）展有兩部1950年代在英國製造的消防車、兩台分別於1884年及1908年在中國製造的手搖水泵、一台於1877年在英國製造的手搖水泵，也展有澳門消防局的歷代旗幟及徽號、相關資料外，也展有曾獲授予的勳章及襟章等展品[參⁠ 3]。
- 內展覽廳（Sala Interior）設有澳門消防局位於連勝馬路的中央行動站在擴建後的模型、歷代消防帽及水靴、報火警鐘、水井木牌、鉤梯、多款消防員呼吸輔助器、三支中國古式喉筆、澳門歷年在澳門街道的消防栓以及模擬澳門木屋區大火場景等展品[參⁠ 3]。

## 图片

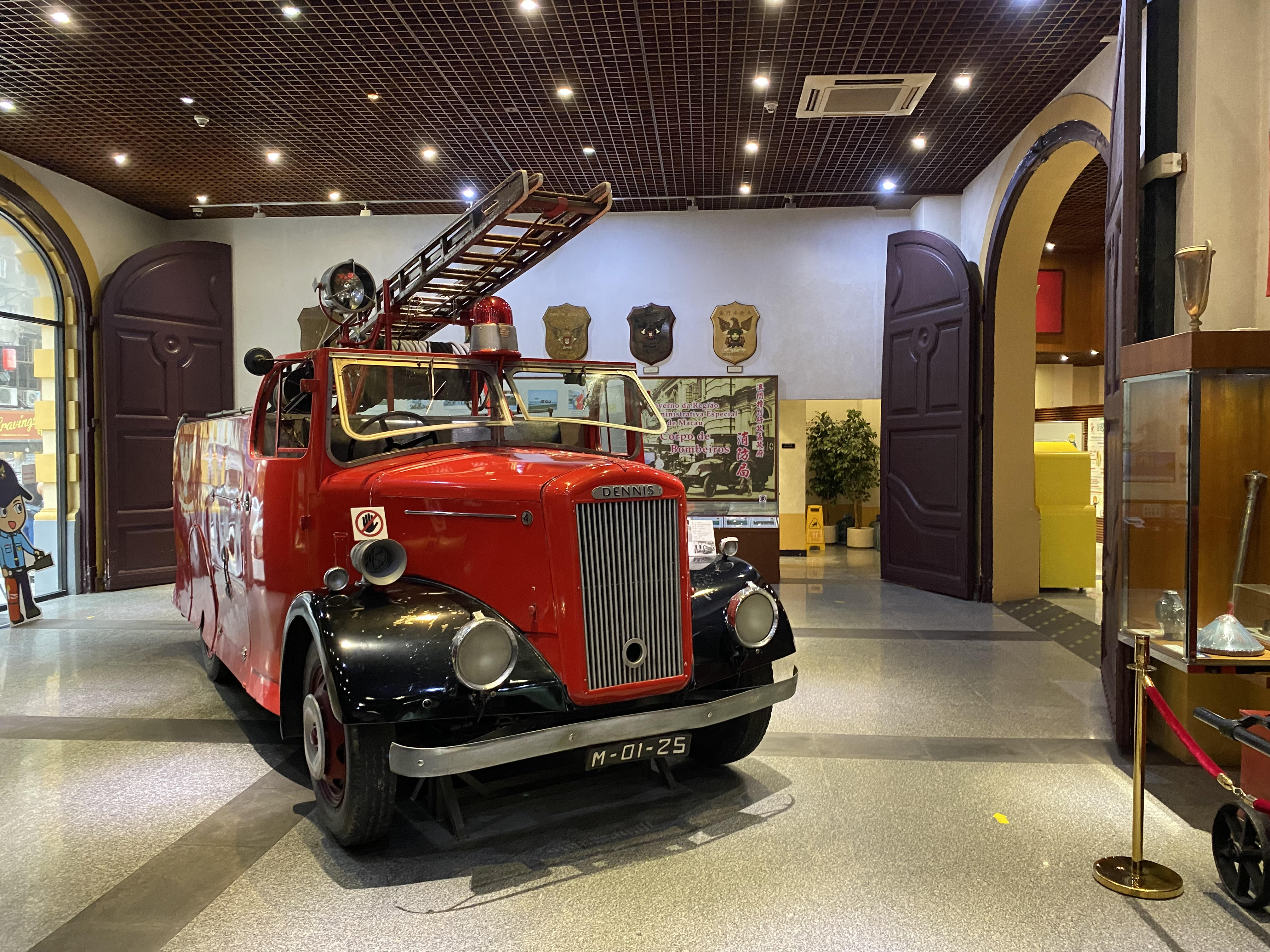
消防博物馆内部
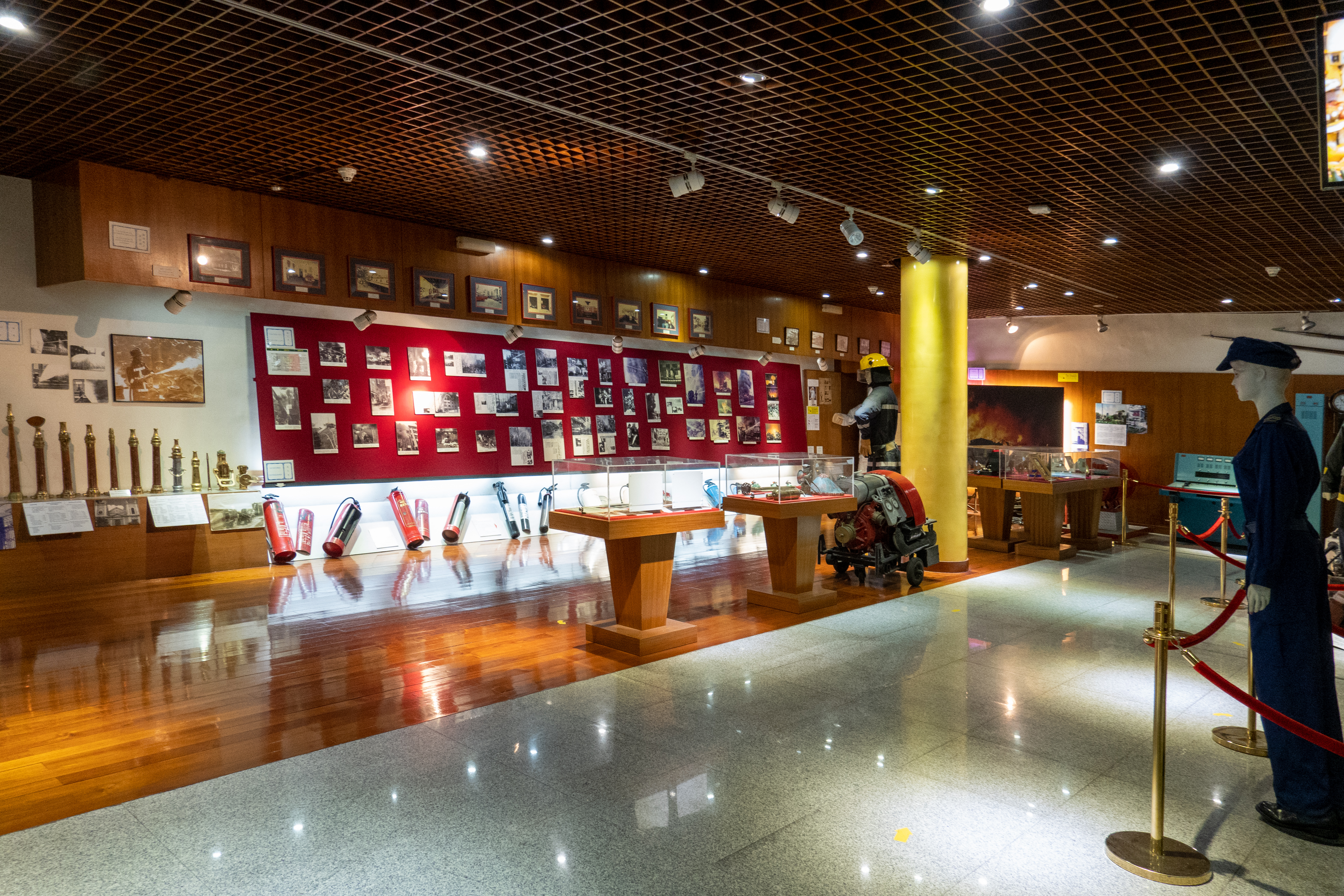
消防博物馆内部
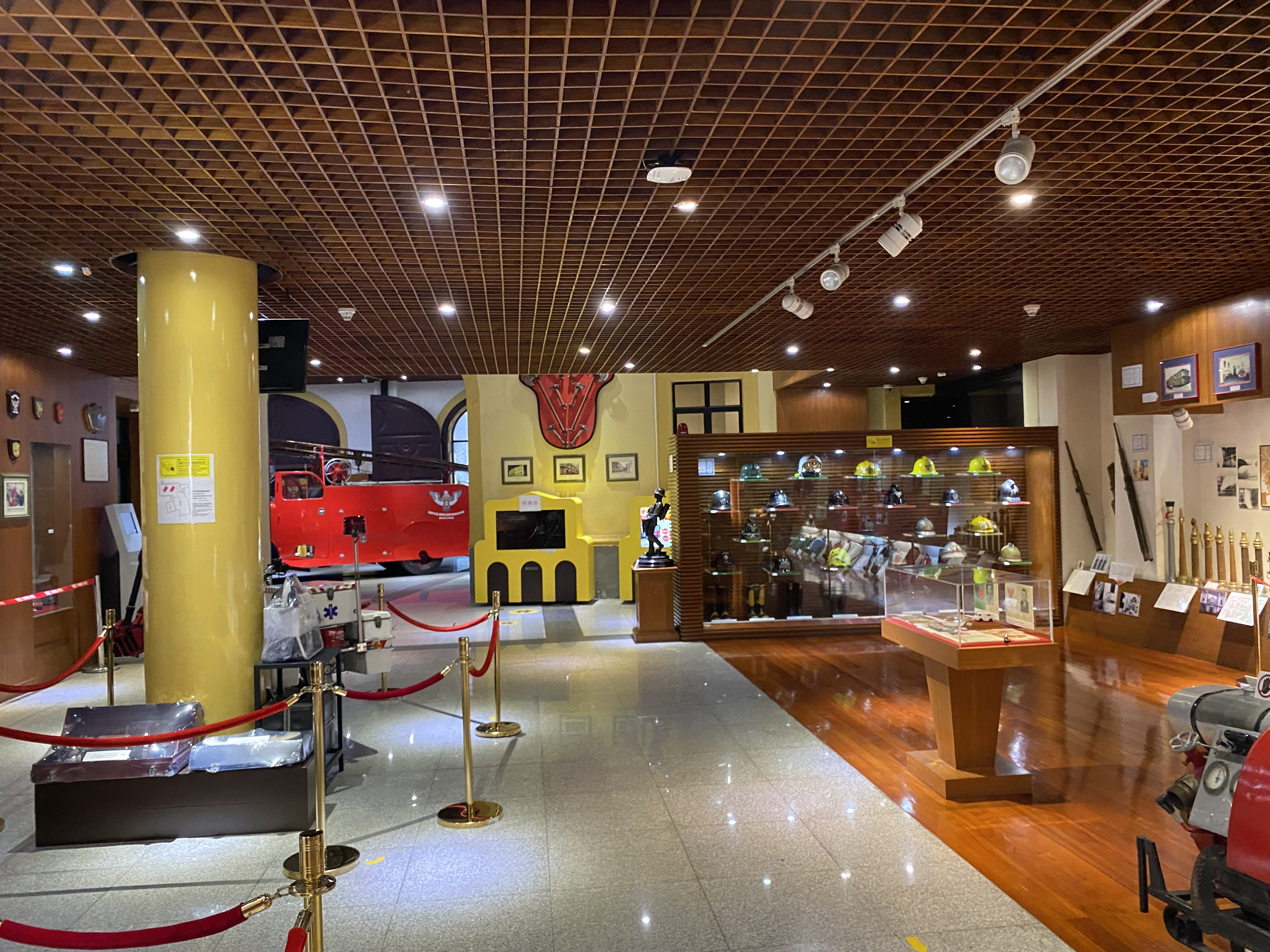
消防博物馆内部

## 資料來源
1. 1 2 3 4  . 澳門消防局.   [2012年3月21日]. （原始内容存档于2011年12月27日） （中文（繁體））.
2. ↑   (PDF). 澳門政府公報. 1992年12月31日, (52/1992)  [2012年3月21日]. （原始内容存档 (PDF)于2020年9月22日） （葡萄牙语）.
3. 1 2 3 4  . 澳門消防局.   [2012年3月21日]. （原始内容存档于2012年3月12日） （中文（繁體））.
4. ↑  . 澳門日報. 2003-10-04: B03 （中文（繁體））.
5. ↑  . 新華澳報. 2003-10-04: 02 （中文（繁體））.
6. ↑  《郵電局總部大樓——歷史、建築、功能》，澳門郵電局，2019年3月。ISBN 9789996530821
7. 1 2  吳志良、楊允中 (编). .  2005年修訂版. 澳門基金會. : 256. ISBN 99937-1-032-6. 外部链接存在于|title= (帮助)
8. ↑   參: